# Wolfgang Hicks
Wolfgang Hicks (* 22. August 1909 in Hamburg; † 23. März 1983 in Bonn) war ein deutscher Karikaturist und Illustrator.

## Leben
Hicks war als Künstler Autodidakt. Über die Arbeit als Werbegrafiker und Bühnendekorateur entwickelte er sich zum politischen Karikaturisten. Als seine Vorbilder bezeichnete Hicks neben Wilhelm Busch die Simplicissimus-Zeichner Karl Arnold, Olaf Gulbransson und Thomas Theodor Heine. 1928 debütierte er im traditionsreichen „Hamburger Fremdenblatt“.

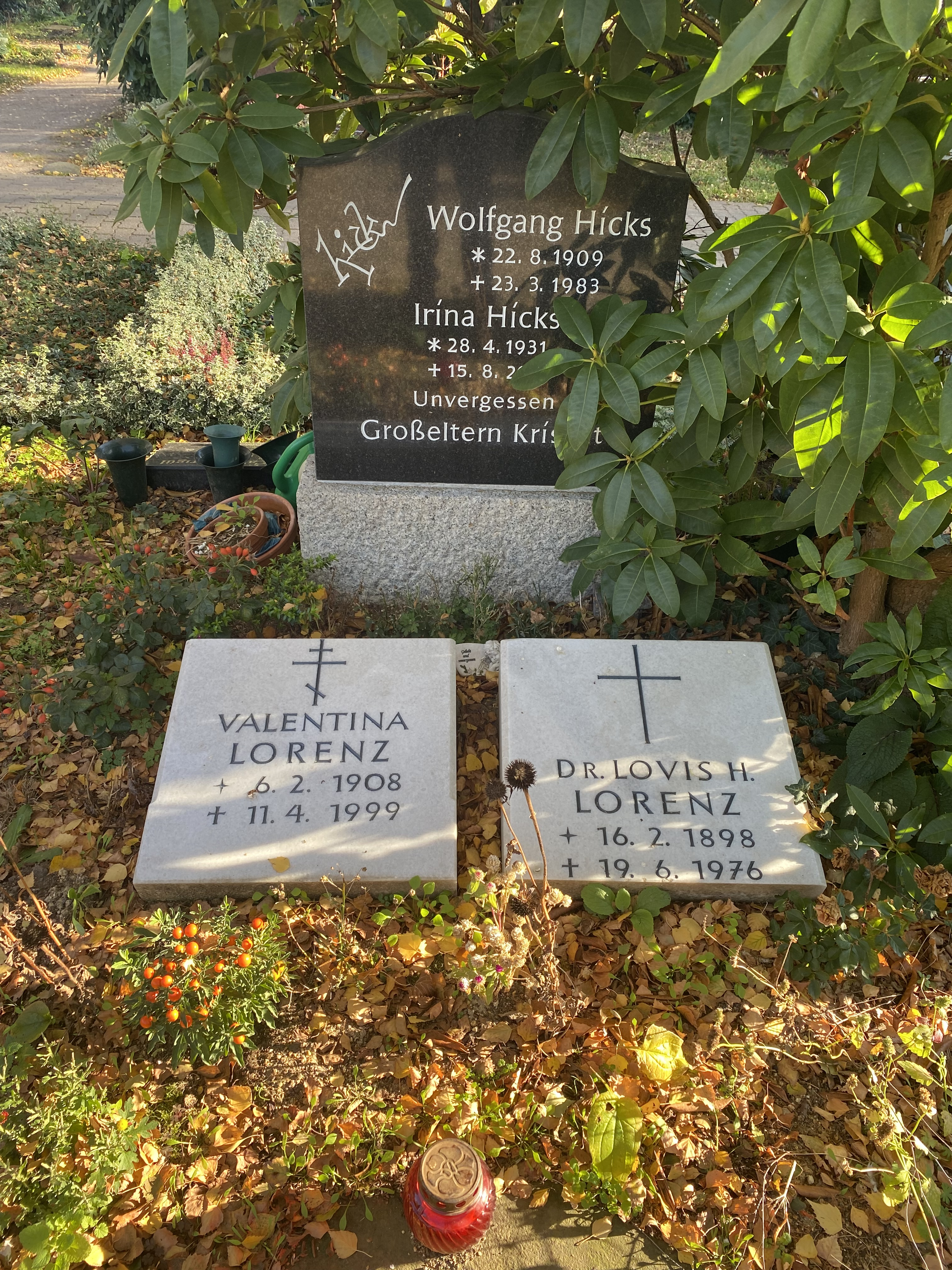
Grabstätte

Ab 1932 arbeitete Hicks für das sozialdemokratische „Echo der Woche“.  Mit der Machtübernahme der Nationalsozialisten wurde er zunächst mit einem Zeichenverbot belegt. In dieser Zeit verdiente Hicks vorübergehend als Mode-Conférencier sowie als Plakat- und Schildermaler sein Geld. Nach der Aufhebung des Berufsverbotes zeichnete er für die Berliner Illustrierte, den Hamburger Anzeiger und die Zeitschrift Die Koralle sowie für die Frontzeitung der Marine-Kriegsberichtsabteilung West und vereinzelt für Das Reich.
Nach 1945 begleitete er mit prägnantem Strich und reduziert in Schwarzweiß gehaltener Linie für den Stern und Die Zeit das aktuelle politische Geschehen. 1957 wurde Hicks der „Hauskarikaturist“ der „Welt“. Er illustrierte verschiedene Bücher. 1966 wurde Hicks zum Professor an der Hochschule für Bildende Künste Hamburg ernannt. Hicks starb 1983 in Bonn. Sein zeichnerischer Nachlass befindet sich bei der Stiftung Haus der Geschichte der Bundesrepublik Deutschland.
Beigesetzt wurde Wolfgang Hicks auf dem Neuen Niendorfer Friedhof in Hamburg. Dort ruht er neben Lovis H. Lorenz.

## Veröffentlichungen (Auswahl)
- Stefan Brant: Der Bundesdeutsche lacht. Steingrüben Verlag, Stuttgart 1955, DNB 451836065.
- Walther Freisburger (Hrsg.): Konrad, sprach die Frau Mama. Adenauer in der Karikatur. Stalling, Oldenburg 1955, DNB 452530326.
- Hermann Otto Bolesch, Ernst Goyke, Günter Müggenburg: Verbonnt in alle Ewigkeit. Bad Godesberg 1956.
- Eckart Hachfeld: Amadeus geht durchs Land. Dunkle Weltbegebenheiten heiter ausgeleuchtet. Stalling, Oldenburg 1956, DNB 451750969.
- Georg Ramseger: Ohne Putz und Tünche. Deutsche Karikaturisten und die Kultur. Stalling, Oldenburg 1956, DNB 453910408.
- Die Karikatur war mein Schicksal. In: Bertelsmann drei in einem Heft. Die farbigen Monatshefte 12/1957, S. 38–40.
- Bundes-Pressekonferenz (Hrsg.): Bonn plus ultra. 1951 bis 1961. Zehn Jahre Almanach der Bundes-Pressekonferenz, Bonn 1962, DNB 458754773.
- Bonner Patiencen. (zusammen mit Lisette Mullère/Christian Ferber) Rowohlt, Reinbek b. Hamburg 1963, DNB 451235924.
- Heinz Pentzlin: Der Mann an der Spitze. Unternehmer im Zeitalter der Elektronik. Stalling, Oldenburg 1964, DNB 453731465.
- Das war´s. Ein Bilderbuch der jüngsten Geschichte mit Marginalien verziert von Christian Ferber. Boldt Verlag, Boppard 1965 DNB 456986286.
- Die kleine Stadt und Potterratt. (zusammen mit Dieter Kaergel) Stalling, Oldenburg 1965, DNB 452285720.
- Elisabeth Hachtel: Die politische Witwe. 3. Auflage. Boldt Verlag, Boppard 1973, ISBN 3-7646-1565-6.
- Wilhelm Emanuel Süskind: Der nicht ganz eiserne Kanzler. Jünglingsjahre der Bundesrepublik Deutschland. Boldt Verlag, Boppard 1965, DNB 452309905.
- Werner Finck: Werner Finck in Amerika. Scherz Verlag, München/Bern/Wien 1966, DNB 456617671.
- Drüben. Boldt Verlag, Boppard 1967, DNB 750139196.
- Dietrich Schulz-Köhn: Kunst zwischen Show und Poesie. Gütersloh 1969.
- Hannes Reinhardt (Hrsg.): Das bin ich. Ernst Deutsch, Tilla Durieux, Willy Haas, Daniel-Henry Kahnweiler, Joseph Keilberth, Oskar Kokoschka, Heinz Tietjen, Carl Zuckmayer erzählen ihr Leben. Piper, München 1972, ISBN 3-492-01838-6.
- Georg von Turmitz (Hrsg.): Weisheit der Pointe. Aphorismen - Bonmots - Epigramme. Heyne, München 1977, ISBN 3-453-42036-5.
- Karikaturen sind nicht immer zum Lachen. Vom Thema bis zur Reinzeichnung ist der Weg oft weit. In: Die Zeitung 10/1981, S. 3.